# 獨立號航空母艦 (CVL-22)
獨立號航空母艦（USS Independence CVL-22）是一艘隸屬於美國海軍的航空母艦，為獨立級航空母艦的首艦。她是美軍第四艘以獨立為名的軍艦。

## 改造
獨立號是在1941年5月1日開始在紐約造船廠建造，起造時原為克利夫蘭級輕巡洋艦的五號艦阿姆斯特丹號（USS Amsterdam CL-59）；但在建造期間，日本發動珍珠港事件，美國正式參與第二次世界大戰，但此時美軍航空母艦短缺，故最終將九艘建造中的克利夫蘭級改裝為航空母艦。
1942年2月12日，獨立號開始改建為航空母艦，更改艦名及舷號（由CL-59改為CV-22）；而海軍則在3月18日修改建造合約。同年8月22日，獨立號下水，並在1943年1月14日服役。7月15日，獨立號等改裝航空母艦被重編為輕型航空母艦，舷號編為CVL-22。

## 服役

### 特遣艦隊
1943年7月，在加勒比海海試半年的獨立號前往珍珠港，8月編入第15特遣舰队（Task Force 15）參與太平洋戰爭，同行的航母為埃塞克斯號與新約克鎮號。9月，她隨艦隊進軍南鳥島，之後返回珍珠港。月底，重編為第14特遣舰队（Task Force 14），同行的航母除了埃塞克斯號與約克鎮號，此外還增加了3艘航母。10月5日，空襲威克島，8日停泊加油，隨後返港。
美國當局鑒於航母的數量增加，於是有了以航母作為核心打擊的想法，其為「快速航母特遣舰队（Fast Carrier Force）」，她與埃塞克斯級都因為航母的身分順勢編入新型艦隊，隊名為第50特遣艦隊第3分隊(TF 50.3)，舷號也從CV-22改為CVL-22，好與正規航母做區分 。
加入特遣艦隊後，獨立號隨艦隊參與拉包爾戰役和塔拉瓦戰役。11月底，在塔拉瓦協助搶灘時艦隊遭遇16架一式陸攻襲擊。雖然說本身是輕巡洋艦改造不用擔心防空火力，但也因為是輕巡洋艦改裝，裝甲不如其他正規航母厚；所以當其中5架攻擊機飛越防空網，並且她好巧不巧地被魚雷擊傷時，傷勢一度緊張，但很快就恢復航行能力，然而船艙仍有受損，於是她就近急修，3天修好。隨後她脫離艦隊，前去舊金山改裝半年（1944年1月至7月）。期間艦隊改編為第58特遣艦隊(TF 58)，並錯過了1944年6月的菲律賓海海戰。

### 夜戰雄鷹
1944年7月，返回珍珠港。8月，改編為夜戰航空母艦，分配名為「第41夜晚空中編隊(NAG-41)」的編隊訓練夜戰。8月底回到艦隊，此時艦隊改編為第38特混艦隊第二分隊(TG 38.2)。先是參與帕勞戰役中的貝里琉戰役，為企業號、薩拉托加號以外的特遣艦隊成員執行夜間偵查與巡邏；後是參與人類史上最大海戰「萊特灣海戰」，其中的10月24日锡布延海戰更是全程參與，目的是處理掉日軍的殘存艦隊，並在旗艦無畏號航空母艦的帶領下，攻擊武藏號為首的艦隊，艦隊戰果是武藏號沉沒、大和號重創。戰役結束後，當晚她進行偵查時，發現誘餌艦隊真的是誘餌，主力正在悄悄地在路上航行，但艦隊司令早就下達錯誤判斷，所以只得進攻誘餌了。翌日，獨立再度發揮夜間偵查的優勢，基本上摸透了誘餌艦隊的編制 ——以瑞鶴號為首，共4艘航空母艦、2艘航空戰艦。結果可想而知，十艘美軍航艦向誘餌，不，「自殺艦隊」發起攻擊，成果是日本的航空母艦再也無法形成有效的打擊力量，並著手研發「不該出現的戰術」 。
1945年1月3日到9日，仁牙因灣戰役掩護的士兵搶灘登陸呂宋島後，在同月10日起參與進軍南海，先後空襲日佔中南半島、日佔中國地區以及日治台灣。隨著戰役接近尾聲，獨立號回到了珍珠港，理由是不需要航艦夜間掩護了，最後於1945年1月30日歸港維護。3月13日，重返戰場，戰役結束後便停泊在沖繩一帶，工作不是打雜，就是偵查。7月到8月對日本本土進行最後的轟炸，日本投降後，帶著戰士回家，史稱「 魔毯行動（Operation Magic Carpet）」。
獨立號在二戰中獲得八顆戰鬥之星。

### 核武靶艦

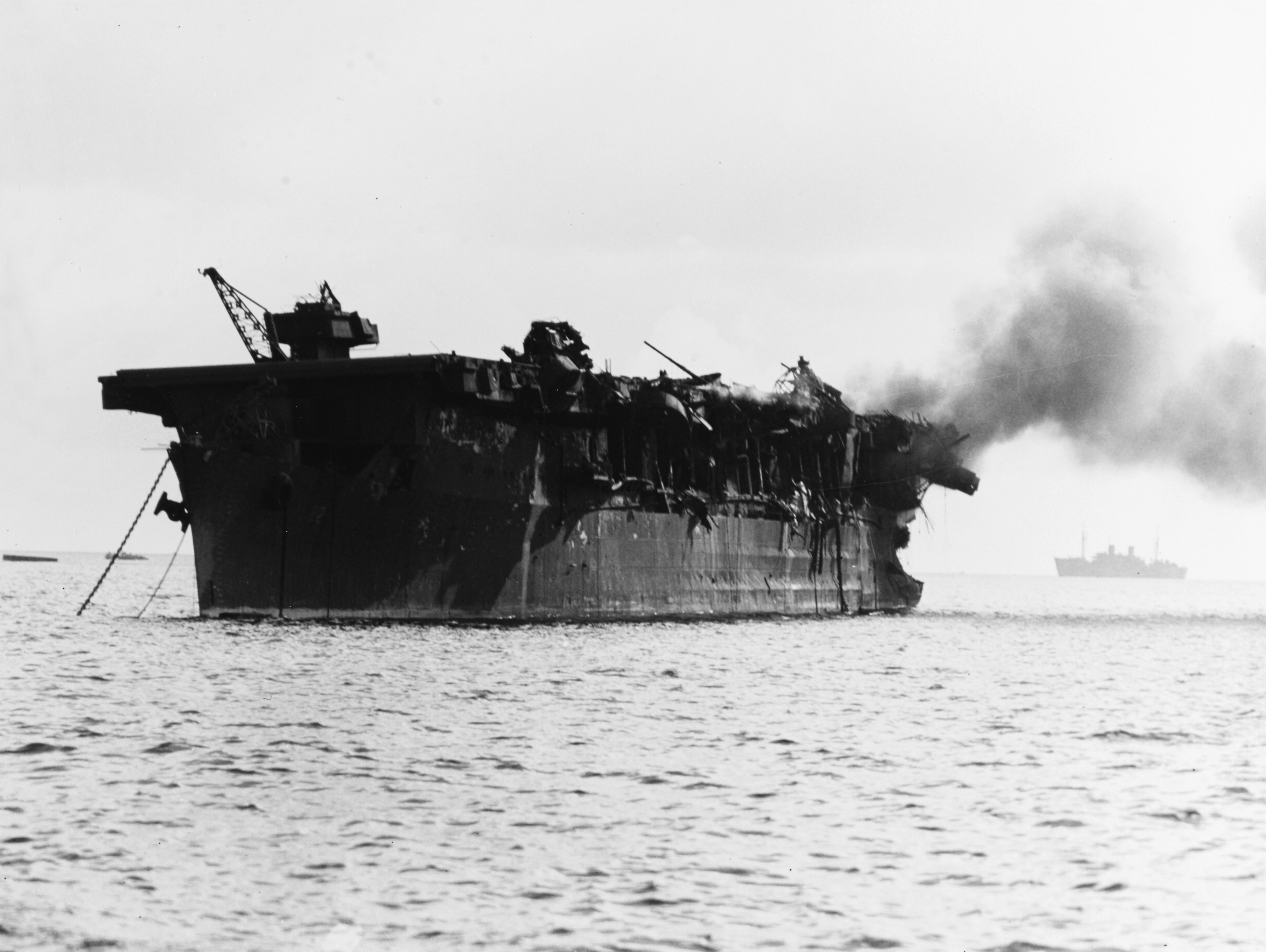
1946年7月1日，核試後的獨立號

返國後，1946年1月參與十字路口行動，也就是大型核武試驗，她在行動中作為靶艦。獨立號雖未在核試中沉沒，卻受嚴重的輻射污染，最終在同年7月29日於瓜加林環礁進行第二次核試，並在8月28日退役，拖往舊金山進行調查。1951年1月29日，之後就作為核廢料於费拉隆群岛一帶海域對她發射兩枚魚雷，進行雷擊處分。
2009年，獨立號在蒙特雷灣國家海洋保護區的水域被海軍探測船發現，深度在水下790公尺，經緯度大約為37°30′00″N 123°05′00″W / 37.50000°N 123.08333°W。2015年3月，美国国家海洋和大气管理局派遣自主水下載具前去探勘，管理局發言人表示「令人驚訝地完整(amazingly intact)。」。

### 繼承艦
1955年7月1日，繼承其名的獨立號航空母艦 (CV-62)動工，1959年1月10日下水，曾參與越戰、黎巴嫩內戰、南方守望行動，還有1998年的台海飛彈危機時更是隨尼米茲號穿越台海。獨立號在服役39年後退役，停泊於華盛頓州的布萊默頓軍港，並於2017年拆解出售。

## 註解
1. ↑  當時美軍共有5艘正規航母，略輸日本2艘
2. ↑  第50特遣艦隊共有11艘航母(多屬於埃塞克斯級與獨立級航空母艦)，6艘新型戰艦(如紐澤西號)
3. ↑  當下被魚雷擊中的部位以及損害程度